# Stare decisis
Stare decisis (од латинске изреке Stare decisis et non quieta movere што у правном контексту значи придржавати се већ донетих одлука и не отварати решена питања) је назив за правни принцип према коме су судије обавезне да поштују прецеденте успоставњене ранијим пресудама.
Овај принцип се може поделити на два дела. Први је правило да пресуда вишег суда представља обавезујући прецедент који нижи суд не може да промени (вертикална примена). Други је принцип, према коме суд не би требало да укида властите прецеденте, осим уколико за то не постоји јак разлог (хоризонтална примена). Други принцип је саветодавне природе, те га судови могу занемарити, што понекад и чине.